# Liste der Monuments historiques in Campénéac
Die Liste der Monuments historiques in Campénéac führt die Monuments historiques in der französischen Gemeinde Campénéac auf.

## Liste der Bauwerke
| Bezeichnung     | Beschreibung | Standort         | Kennzeichnung | Schutzstatus   | Datum     | Bild |
| --------------- | ------------ | ---------------- | ------------- | -------------- | --------- | ---- |
| Kapelle St-Jean |              | (Lage)           | PA00091071    | Inscrit        | 1946      |      |
| Schloss         |              | Trécesson (Lage) | PA00091072    | Inscrit Classé | 2012 2014 |      |

## Liste der Objekte
- Monuments historiques (Objekte) in Campénéac in der Base Palissy des französischen Kultusministeriums